# Brasiloniscus maculatus
Brasiloniscus maculatus är en kräftdjursart som beskrevs av Lemos de Castro 1973. Brasiloniscus maculatus ingår i släktet Brasiloniscus och familjen Pudeoniscidae. Inga underarter finns listade i Catalogue of Life.